# Avinguda d'İstiklal
L'avinguda d'Istiklâl (en turc İstiklal Caddesi) és una de les avingudes més famoses a Istanbul, Turquia, concorreguda per gairebé 3 milions de persones en un dia de cap de setmana. Situat al districte històric de Beyoğlu, és un carrer de vianants elegant d'aproximadament tres quilòmetres, que allotja boutiques exquisides, botigues de música, llibreries, galeries d'art, cinemes, teatres, biblioteques, cafès, pubs, clubs de nit amb música viva, pastisseries històriques, xocolateries i restaurants. L'avinguda, envoltada per l'única arquitectura turca del segle xix, comença des del barri Tünel i va fins a la plaça de Taksim.

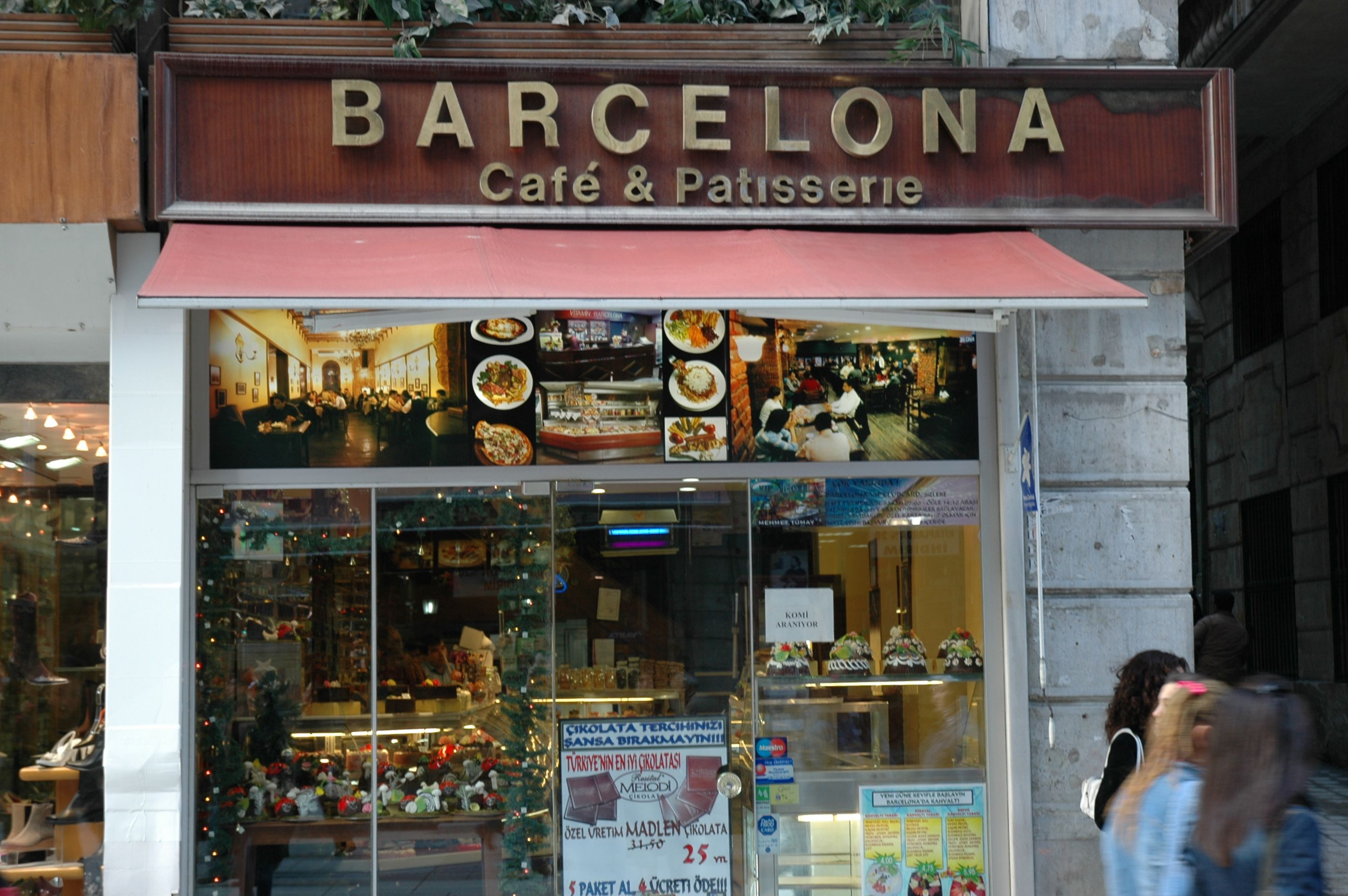
La pastisseria Barcelona a l'avinguda

Aproximadament el centre de l'avinguda es troba la plaça de Galatasaray, on es localitza un dels millors centres d'ensenyament a Turquia de l'època de l'Imperi Otomà; originalment conegut com el Galata Sarayı Enderun-u Hümayunu (Escola del Palau Imperial de Gàlata) i avui conegut com a Galatasaray Lisesi.